# Boukha
Il Boukha è un'acquavite di fichi tipica della Tunisia. La parola, in dialetto tunisino, significa vapore d'alcool, mentre in francese viene detto eau de vie de figue. La bevanda si ottiene per semplice distillazione di fichi di origine tunisina e turca. Si presenta incolore, trasparente con gradazione alcolica di circa il 36%. Il gusto è leggermente secco.

## Storia
Il Boukha fu ideato e distillato per la prima volta nel 1880 da Abraham Bokobsa, liquorista tunisino di religione ebraica, nella sua distilleria a La Soukra, centro abitato nei pressi di Tunisi. La bevanda ottenne un rapido successo a livello internazionale, cosa che valse a Bokobsa numerosi riconoscimenti in occasione di varie mostre ed esposizioni..

## Degustazione
Il Boukha può essere servito sia ghiacciato come aperitivo che liscio a temperatura ambiente come digestivo. Si presta inoltre come base di alcuni cocktail, può essere miscelato con succhi di frutta ed aggiunto alle macedonie per esaltarne il sapore.